# Houdain-lez-Bavay
 Houdain-lez-Bavay là một xã của tỉnh Nord, thuộc vùng Hauts-de-France, miền bắc nước Pháp.